# 泰尔海姆
泰尔海姆是德国巴伐利亚州的一个市镇。总面积9.69平方公里，总人口2348人，其中男性1160人，女性1188人（2011年12月31日），人口密度242人/平方公里。